# Horikawa Toshihiro
Horikawa Toshihiro (堀河 俊大 Horikawa Toshihiro, sinh ngày 28 tháng 5 năm 1989) là một cầu thủ bóng đá người Nhật Bản. Anh thi đấu cho Suzuka Unlimited FC.

## Sự nghiệp thi đấu
Horikawa Toshihiro thi đấu cho Kamatamare Sanuki từ năm 2012 đến năm 2015. Năm 2016, anh chuyển đến Suzuka Unlimited FC.

## Thống kê câu lạc bộ
Cập nhật đến ngày 20 tháng 2 năm 2016.
| Thành tích câu lạc bộ | Thành tích câu lạc bộ | Thành tích câu lạc bộ | Giải vô địch | Giải vô địch | Cúp                   | Cúp                   | Tổng cộng | Tổng cộng |
| Mùa giải              | Câu lạc bộ            | Giải vô địch          | Số trận      | Bàn thắng    | Số trận               | Bàn thắng             | Số trận   | Bàn thắng |
| Nhật Bản              | Nhật Bản              | Nhật Bản              | Giải vô địch | Giải vô địch | Cúp Hoàng đế Nhật Bản | Cúp Hoàng đế Nhật Bản | Tổng cộng | Tổng cộng |
| --------------------- | --------------------- | --------------------- | ------------ | ------------ | --------------------- | --------------------- | --------- | --------- |
| 2012                  | Kamatamare Sanuki     | JFL                   | 14           | 0            | 2                     | 2                     | 16        | 2         |
| 2013                  | Kamatamare Sanuki     | JFL                   | 8            | 2            | 0                     | 0                     | 8         | 2         |
| 2014                  | Kamatamare Sanuki     | J2 League             | 15           | 0            | 1                     | 0                     | 16        | 0         |
| 2015                  | Kamatamare Sanuki     | J2 League             | 3            | 0            | 1                     | 0                     | 4         | 0         |
| Tổng                  | Tổng                  | Tổng                  | 40           | 2            | 4                     | 2                     | 44        | 4         |